# Couperen

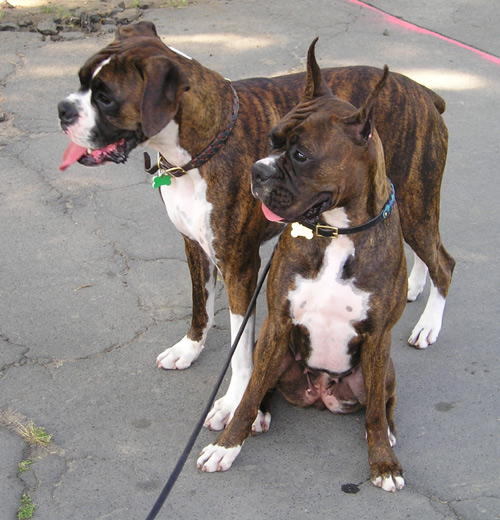
Boxers met natuurlijke en gecoupeerde oren en staarten

Couperen is het (operatief) verwijderen van uitstekende lichaamsdelen bij een dier, zoals de staart of oren. Dit couperen van lichaamsdelen bij gezelschapsdieren werd vooral gedaan om esthetische of cosmetische redenen. Bij landbouwhuisdieren werd het couperen vaak gedaan als preventie voor latere verwondingen of aandoeningen.
In een aantal landen is het verboden zonder medische noodzaak lichamelijke ingrepen te verrichten bij een dier als er delen van het lichaam worden beschadigd.

## Honden
Couperen van de staart van de hond was er op gerichte de beoogde functievervulling van de hond te verbeteren, zoals een beter vechtdier, een gemakkelijker te hanteren waakdier of een veiliger, hygiënischer of mooier gezelschapsdier.

### Geschiedenis
Het couperen bij honden kent een lange geschiedenis:
- De oude Romeinen dachten dat het couperen van de staart hondsdolheid zou voorkomen.
- Vecht- en waakhonden waren gebaat bij zo min mogelijk uitsteeksels waarop een tegenstander eventueel grip zou kunnen krijgen.
- In vroeger tijden hoefde er geen belasting te worden betaald voor werkhonden met een gecoupeerde staart (men kon een werkhond aan zijn gecoupeerde staart herkennen).
- Rond een gecoupeerde staart blijft minder vuil en ontlasting (met made-infecties tot gevolg) hangen, wat vooral praktisch was bij herdershonden die lang alleen bij de kudde bleven, weinig contact hadden met mensen en dus nauwelijks tot geen vachtverzorging kregen.

Het couperen van staart en/of oren werd bij veel hondenrassen gedaan, zoals terriërs, dobermanns en bouviers. Vaak uit cosmetische overwegingen en soms om beschadigingen aan lichaamsdelen te voorkomen.
Het couperen van de oren bij honden is sinds 1 oktober 1996 in Nederland en sinds 1 oktober 2001 in België verboden. Het couperen van staarten bij honden is sinds 1 september 2001 in Nederland en sinds 1 januari 2006 in België verboden. In Duitsland geldt het coupeerverbod bij honden (sinds juni 1989) en ook in een aantal Scandinavische landen, maar in Frankrijk en Spanje nog niet.
Als een hond staartloos is geboren of de staart gecoupeerd is om medische redenen, moet in Nederland hiervan aangifte gedaan worden bij de Raad van Beheer. 

### Techniek
Het couperen van de staart gebeurde doorgaans als de pup een twee, drie dagen oud was. Het staartje werd met een snede verwijderd, het wondje werd vervolgens gesloten. Verdoving was niet gebruikelijk. Couperen door middel van afbinden gebeurde ook vaak. Er werd dan een elastiekje om het staartje gebonden, waarna het uiteinde afsterft en er uiteindelijk afvalt. Couperen kwam vooral voor bij terriërs en staande honden. Couperen van staarten is sinds 2001 in Nederland en sinds 2006 in België verboden. België is de tiende lidstaat van de Europese Unie waar het couperen van staarten werd verboden.

## Paarden

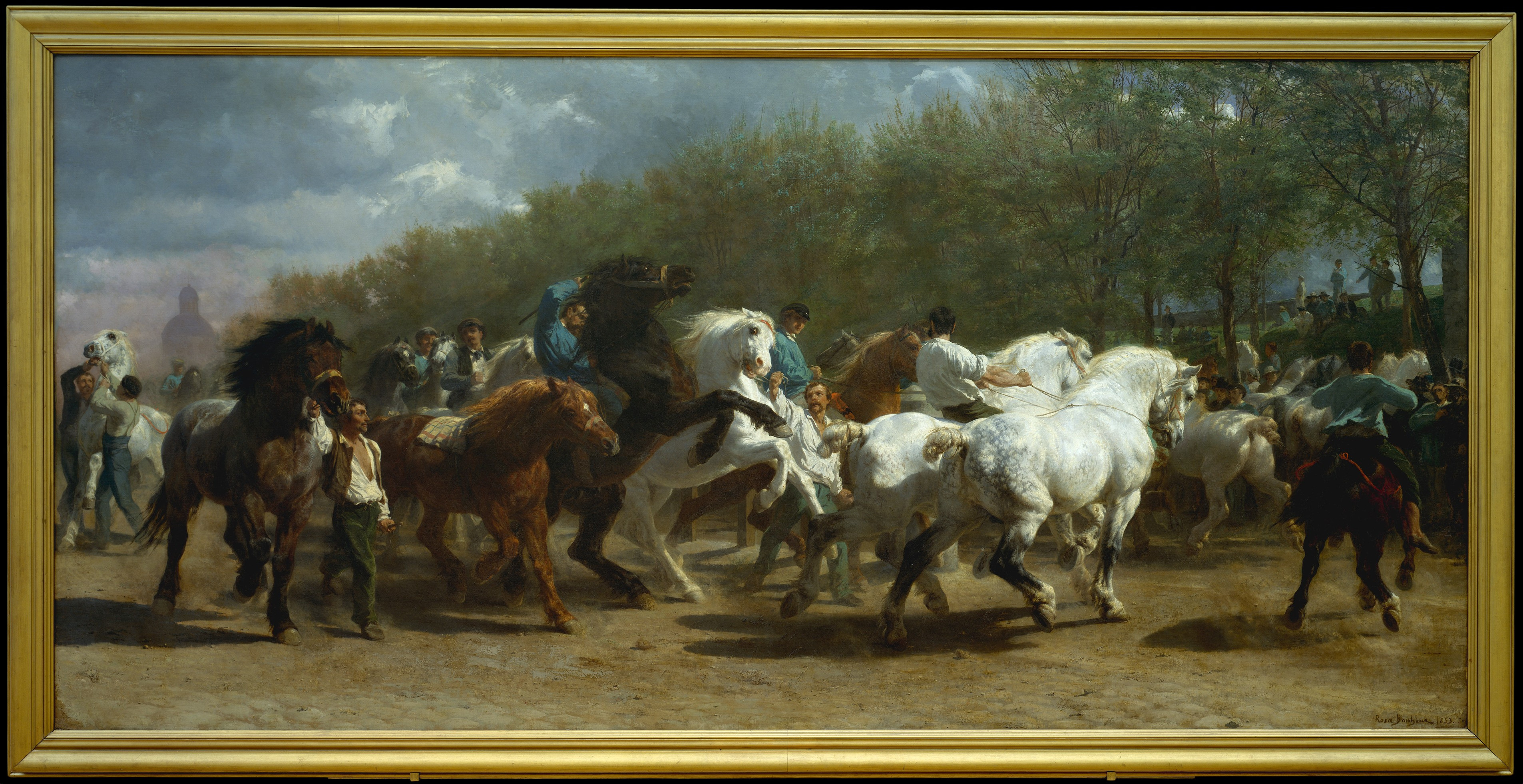
De grijsschimmels zijn duidelijk geblokstaart of gecoupeerd

Bij paarden werden staarten om cosmetische en praktische redenen gecoupeerd. Een andere benaming voor deze ingreep is blokstaarten. In de oudheid werd dit al gedaan en vanaf de 16de en 17de eeuw kwam het couperen van de staart veelvuldig voor. Met een hakmes werd de staart afgehakt, waarna de wond met een brandend ijzer werd dichtgebrand. In het midden van de 18de eeuw, en tot in de 20ste eeuw, waren gecoupeerde staarten bij paarden in de mode. Toen werden ook de eerste coupeerscharen ontwikkeld.
Het couperen of blokstaarten van de staart bij trekpaarden gebeurde om praktische redenen. Bij het werk op de akkers zwaait het paard met zijn staart om vliegen weg te jagen. Bij het zwaaien kwam het regelmatig voor dat de leidsels waarmee het paard werd geleid, onder de staart geraakten waardoor het paard onbestuurbaar werd. Met een korte staart had men dit probleem niet. Het paard kon zich echter veel minder goed verweren tegen vliegenoverlast.
Sinds 2001 is het in Nederland (bron?) en sinds 1995 in België bij wet verboden om staarten bij paarden te couperen.

## Schapen
Bij schapen worden staarten om praktische redenen gecoupeerd. Onder de staart is het warm en vochtig, waardoor er ziekten (zoals myiasis) kunnen ontstaan. Daarnaast is een gecoupeerde staart praktisch in de aflammerperiode.
Vanaf 2001 was een overgangsperiode van vijf jaar ingesteld om te stoppen met couperen van staarten bij schapen. In juni 2006 is het besluit over een definitief verbod op het couperen van schapenstaarten onder druk van een ruime meerderheid in de Tweede Kamer opnieuw uitgesteld. Voor drie schapenrassen (Clun Forest, Hampshire down en Suffolk) werd een nieuwe overgangsperiode van vijf jaar ingesteld om op kortere staarten te fokken. Bij de andere schapenrassen worden de staarten bijna niet meer gecoupeerd. In januari 2007 maakte het Ministerie van LNV bekend dat het couperen van schapenstaarten in Nederland vanaf 1 januari 2008 is verboden.

## Varkens
De staarten van varkens worden gecoupeerd om praktische redenen. Als varkens te dicht bij elkaar zitten zoals bij vleesvarkens gaan ze uit verveling bij elkaar in de staarten bijten. Door stal- en voermaatregelen, zoals stro en meer ruimte in de hokken, kan het staartbijten bij biggen voorkomen worden.
In Finland is het vanaf 1 januari 2003 verboden om staarten bij varkens te couperen. In Nederland wordt het toegestaan als er problemen zijn met staartbijten wanneer de ingreep niet wordt gedaan. Het couperen moet binnen vier dagen na de geboorte worden gedaan. Als een big ouder is dan zeven dagen, mag de ingreep alleen onder verdoving door een dierenarts worden gedaan.